# Centro Lituano de Convenciones y Exposiciones

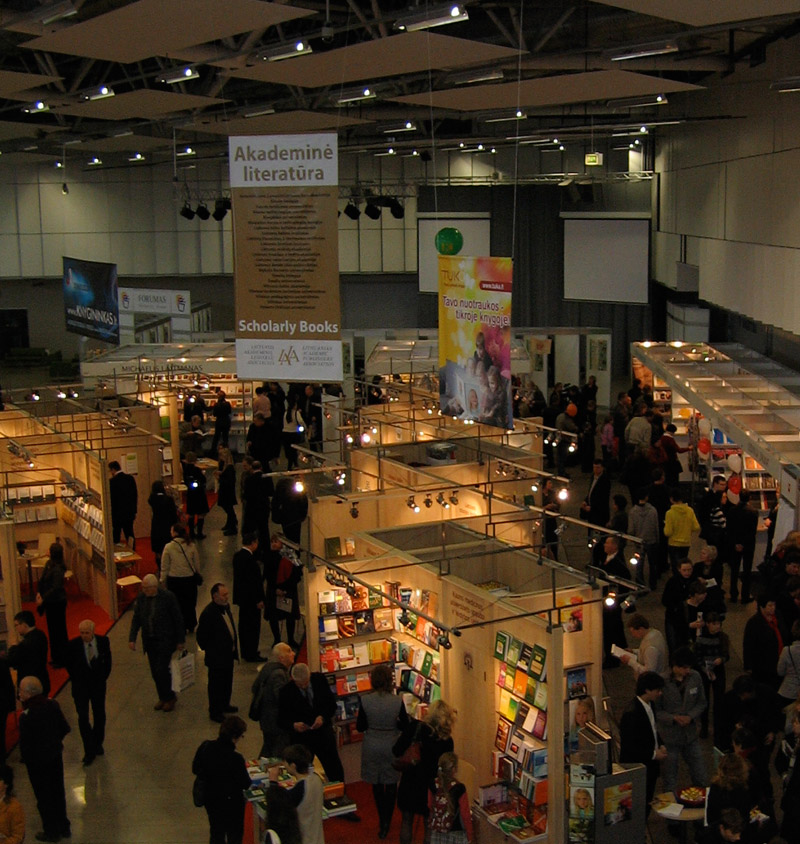

El Centro Lituano de Convenciones y Exposiciones o LITEXPO (en lituano: Lietuvos parodų ir kongresų centras) se localiza en la ciudad de Vilna, la capital del país europeo de Lituania, se trata del centro de exposiciones más grande de los estados Bálticos. Ofrece nueve salas de exposiciones con una superficie total de 17 600 metros cuadrados y zona al aire libre de 15 100 metros cuadrados. La sala más grande tiene capacidad para 1800 personas, mientras que la capacidad total del centro es de 8000 personas.